# Noriyuki Makihara EMI Years 7inch Single Collection BOX
『Noriyuki Makihara EMI Years 7inch Single Collection BOX』（ノリユキ・マキハラ イーエムアイ・イヤーズ 7インチ シングル コレクション ボックス）は、日本の男性シンガーソングライター・槇原敬之のボックス・セット。2023年8月30日にユニバーサルミュージックから発売された。

## 概要
完全生産限定盤のみでの発売。槇原の作品としては「槇原敬之 Concert Tour 2022 〜宜候〜」以来9ヶ月ぶりのリリースとなった。
槇原が東芝EMI時代にリリースされたシングル5作品の7インチシングル盤に加え、「LIFE IN DOWNTOWN」に収録された「チキンライス」「遠く遠く 〜'06ヴァージョン」を収録したボーナスディスクの全6枚組のボックス仕様となっている。

## 収録内容
- トラック1がA面、トラック2がB面にそれぞれ収録されている。

| 全作詞・作曲・編曲: 槇原敬之。 |                            |          |            |
| #                              | タイトル                   | 作詞     | 作曲・編曲 |
| 1.                             | 「優しい歌が歌えない」     | 槇原敬之 | 槇原敬之   |
| 2.                             | 「とりあえず何か食べよう」 | 槇原敬之 | 槇原敬之   |

| 全作曲・編曲: 槇原敬之。 |                             |                                   |            |
| #                        | タイトル                    | 作詞                              | 作曲・編曲 |
| 1.                       | 「僕が一番欲しかったもの」  | 槇原敬之                          | 槇原敬之   |
| 2.                       | 「What I wanted the most.」 | 槇原敬之、セイン・カミュ (英訳詞) | 槇原敬之   |

| 全作詞・作曲・編曲: 槇原敬之。 |                                |          |            |
| #                              | タイトル                       | 作詞     | 作曲・編曲 |
| 1.                             | 「明けない夜が来ることはない」 | 槇原敬之 | 槇原敬之   |
| 2.                             | 「スポンジ」                   | 槇原敬之 | 槇原敬之   |

| 全作詞・作曲・編曲: 槇原敬之。 |                      |          |            |
| #                              | タイトル             | 作詞     | 作曲・編曲 |
| 1.                             | 「ココロノコンパス」 | 槇原敬之 | 槇原敬之   |
| 2.                             | 「ゥンチャカ」       | 槇原敬之 | 槇原敬之   |

| 全作曲・編曲: 槇原敬之。 |                                                    |                |            |
| #                        | タイトル                                           | 作詞           | 作曲・編曲 |
| 1.                       | 「ほんの少しだけ」(feat. KURO from HOME MADE 家族) | 槇原敬之・KURO | 槇原敬之   |
| 2.                       | 「Gazer」                                          | 槇原敬之       | 槇原敬之   |

| 全作曲・編曲: 槇原敬之。 |                                |          |            |
| #                        | タイトル                       | 作詞     | 作曲・編曲 |
| 1.                       | 「チキンライス」               | 松本人志 | 槇原敬之   |
| 2.                       | 「遠く遠く 〜'06ヴァージョン」 | 槇原敬之 | 槇原敬之   |